# (535028) 2014 WA510
(535028) 2014 WA510 est un objet transneptunien de magnitude absolue 5,86. 
Son diamètre est estimé à environ 300 km, ce qui pourrait le qualifier comme candidat au statut de planète naine.